# 四堺
四堺（しさかい）とは、平安京のある山城国の四維(北西、南西、南東、北東の隅)にあたる大枝・山崎・逢坂・和邇の4つの地点の事。外部からの穢れが平安京へ侵入する進路と考えられていた。
- 大枝 - 現在の京都府亀岡市の老ノ坂峠。山陰道の入り口で丹波国との国境。
- 山崎 - 現在の京都府大山崎町大山崎・大阪府島本町山崎。山陽道（及び難波津経由で外洋）の入り口で摂津国との国境。
- 逢坂 - 現在の滋賀県大津市の逢坂山（逢坂関で知られる）。東海道及び東山道の入り口で近江国との国境。
- 和邇 - 現在の滋賀県大津市和邇。北国街道（及び愛発関経由で北陸道）の入り口で近江国との国境。

平安時代中期以後に神道や陰陽道によって穢れの意識が強くなると、穢れを外部へ放逐するために四角四堺祭を執り行ったり、非人（山崎には非人宿が置かれていたと言われている）や障害者（神道の国津罪に該当する）をこの外側に隔離して住まわせたりした。また、盗賊など平安京を追われた犯罪者や鬼などの妖怪変化の住まう地として人々に恐れられたりもした。